# Маріо Мартінес (тенісист)
Маріо Мартінес (ісп. Mario Martínez; нар. 12 вересня 1961) — колишній болівійський тенісист.
Найвищу одиночну позицію світового рейтингу — 32 місце досяг 27 жовтня 1980, парну — 274 місце — 3 січня 1983 року.
Здобув 3 одиночні титули.
Найвищим досягненням на турнірах Великого шолома було 3 коло в одиночному розряді.
Завершив кар'єру 1985 року.

## Фінали за кар'єру
| Легенда (одиночний розряд) |
| Великий шлем (0)           |
| Tennis Masters Cup (0)     |
| Серія Мастерс ATP (0)      |
| Тур ATP (3)                |
| Челленджери (2)            |

### Одиночний розряд (5–3)
| Результат | Ранг | Рік  | Турнір  | Покриття | Суперник         | Рахунок       |
| --------- | ---- | ---- | ------- | -------- | ---------------- | ------------- |
| Перемога  | 1.   | 1980 | Бордо   | Ґрунт    | Джанні Оклеппо   | 6–0, 7–5, 7–5 |
| Поразка   | 1.   | 1980 | Кунео   | Ґрунт    | Рікардо Кано     | 5–7, 2–6      |
| Поразка   | 2.   | 1981 | Ніцца   | Ґрунт    | Яннік Ноа        | 4–6, 2–6      |
| Перемога  | 2.   | 1981 | Венеція | Ґрунт    | Паоло Бертолуччі | 6–4, 6–4      |
| Перемога  | 3.   | 1981 | Мессіна | Ґрунт    | Роббі Вентер     | 6–4, 7–5      |
| Перемога  | 4.   | 1982 | Палермо | Ґрунт    | Джон Александер  | 6–4, 7–5      |
| Поразка   | 3.   | 1982 | Мессіна | Ґрунт    | Пабло Аррая      | 5–7, 4–6      |
| Перемога  | 5.   | 1983 | Мессіна | Ґрунт    | Патріс Кукна     | 6–7, 6–0, 9–7 |